# Karangtalun (Imogiri)
Karangtalun is een bestuurslaag in het regentschap Bantul van de provincie Jogjakarta, Indonesië. Karangtalun telt 2858 inwoners (volkstelling 2010).